# Rojice
Rojice jsou malá vesnice, část městyse Radomyšl v okrese Strakonice v Jihočeském kraji. Nachází se asi 3,5 kilometru severně od Radomyšle. Prochází tudy železniční trať Březnice–Strakonice. Prochází zde silnice II/173. V roce 2011 zde trvale žilo 21 obyvatel.
Rojice jsou také název katastrálního území o rozloze 3,17 km².

## Historie
První písemná zmínka o vesnici pochází z roku 1464.

## Přírodní poměry
Vesnicí protéká Brložský potok, který zde napájí Velkorojický a Malorojický rybník.

## Obyvatelstvo
| Rok            | 1869 | 1880 | 1890 | 1900 | 1910 | 1921 | 1930 | 1950 | 1961 | 1970 | 1980 | 1991 | 2001 | 2011 | 2021 |
| -------------- | ---- | ---- | ---- | ---- | ---- | ---- | ---- | ---- | ---- | ---- | ---- | ---- | ---- | ---- | ---- |
| Počet obyvatel | 162  | 165  | 168  | 184  | 154  | 149  | 132  | 93   | 88   | 74   | 61   | 42   | 31   | 21   | 40   |
| Počet domů     | 25   | 26   | 26   | 28   | 28   | 28   | 28   | 29   | 62   | 23   | 24   | 31   | 30   | 30   | 31   |

## Obecní správa
Při sčítání lidu v letech 1850–1879 Rojice byly osadou obce Velká Turná v okrese Strakonice. V letech 1880–1971 byly samostatnou obcí v okrese Strakonice. Od 26. listopadu 1971 jsou částí městyse Radomyšl v okrese Strakonice, kdy se konaly obecní volby. V letech 1961–1971 k obci patřil Láz.

## Pamětihodnosti
- Venkovská usedlost čp. 10

## Galerie

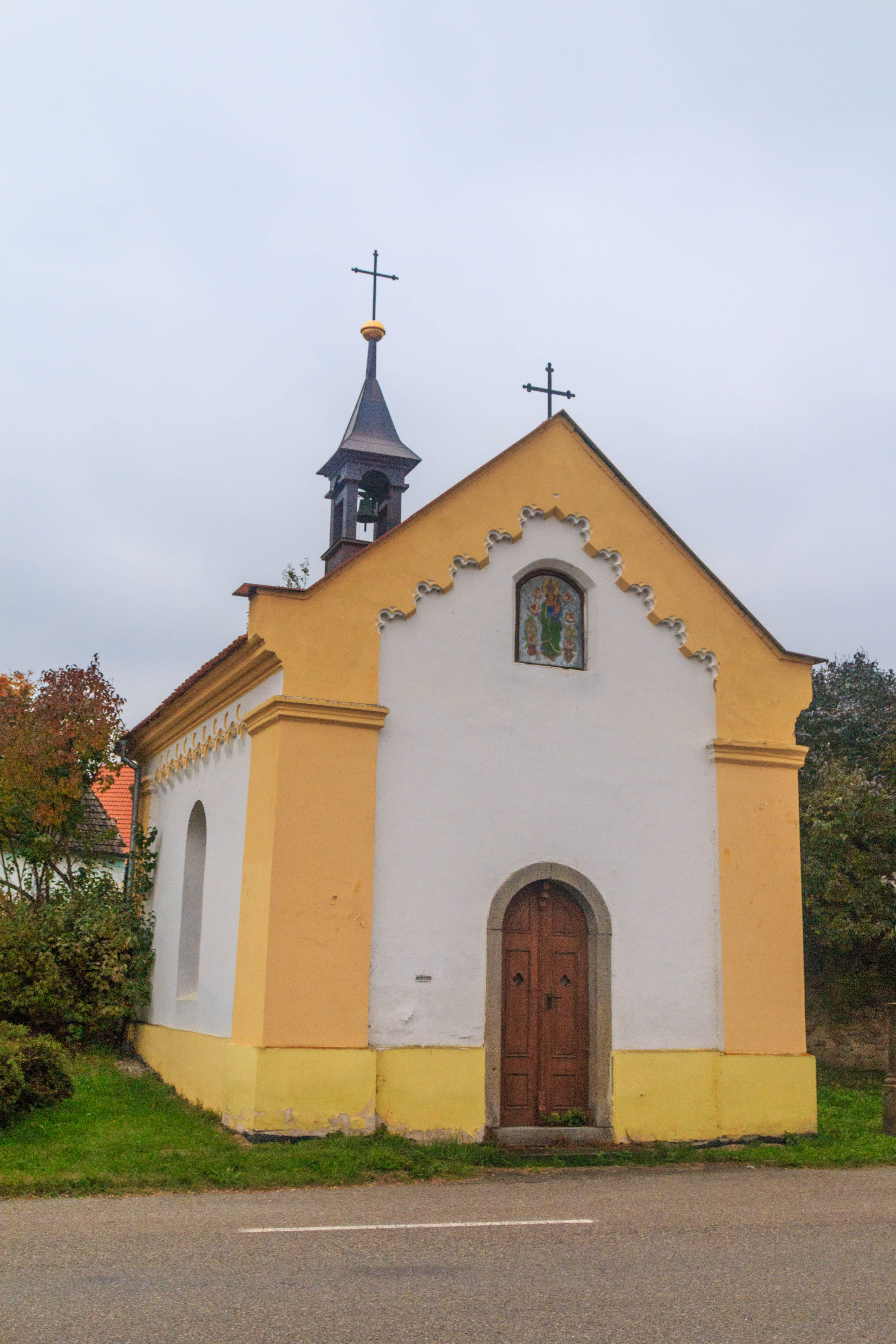
Kaple
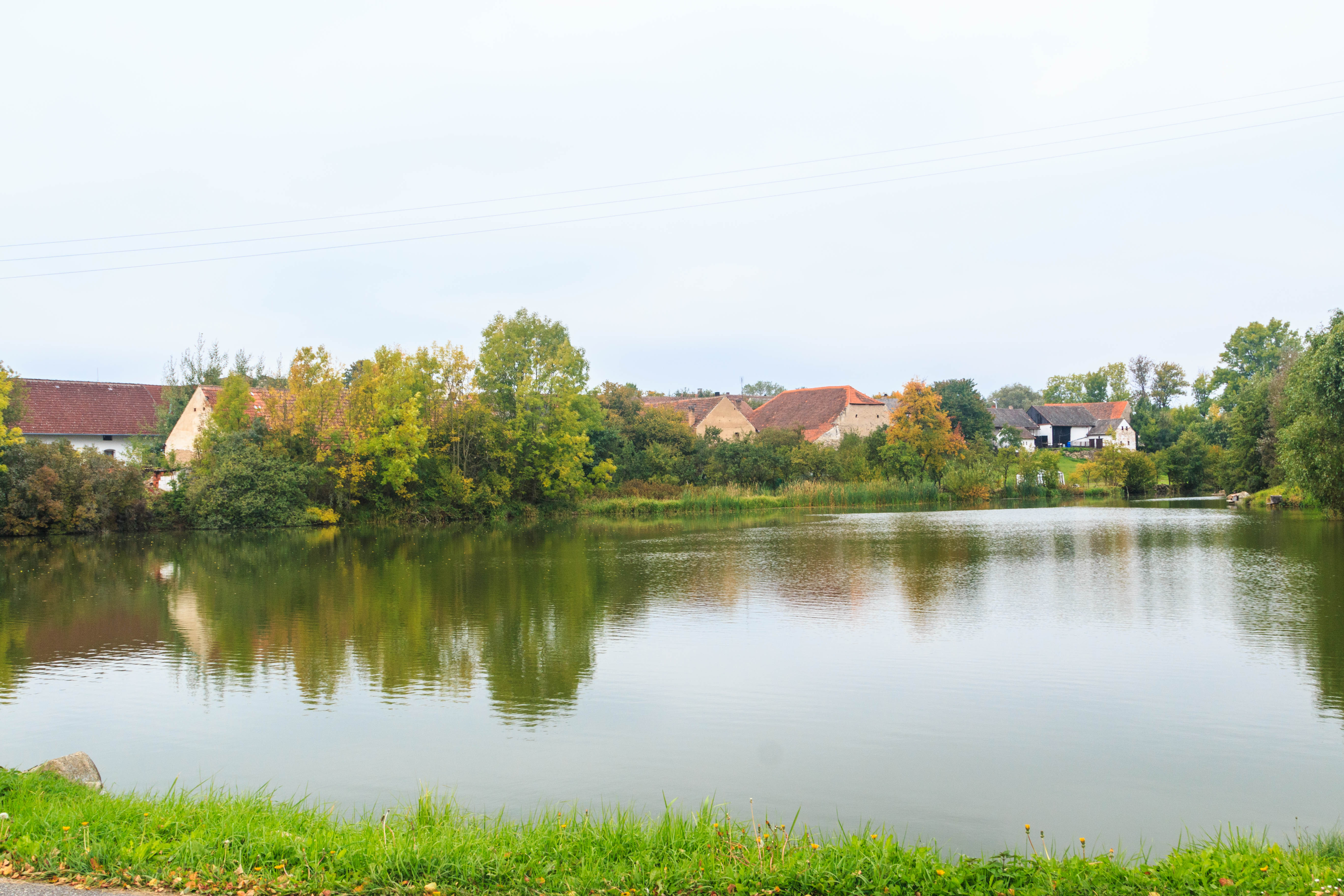
Malorojický rybník
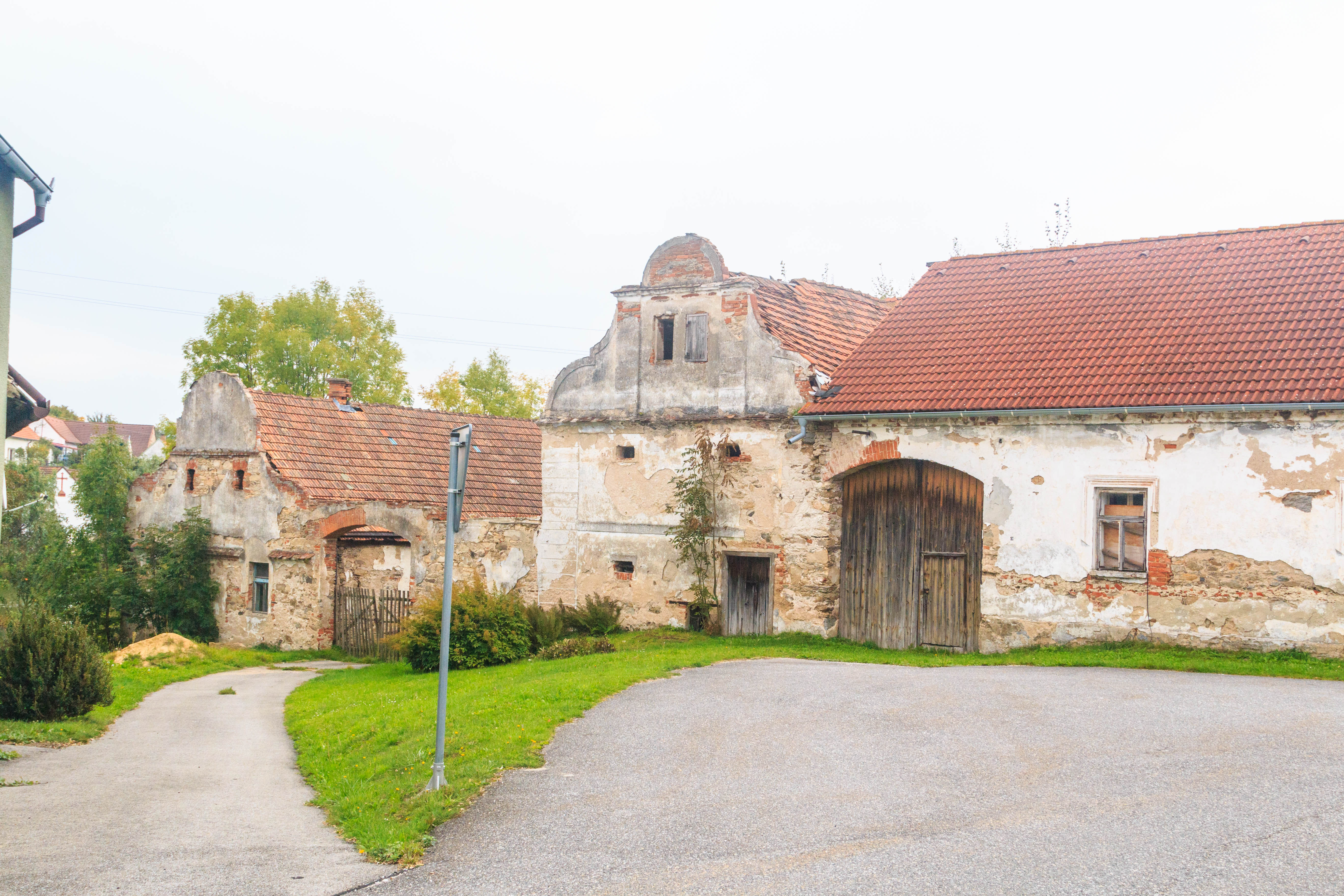
Usedlost čp. 9
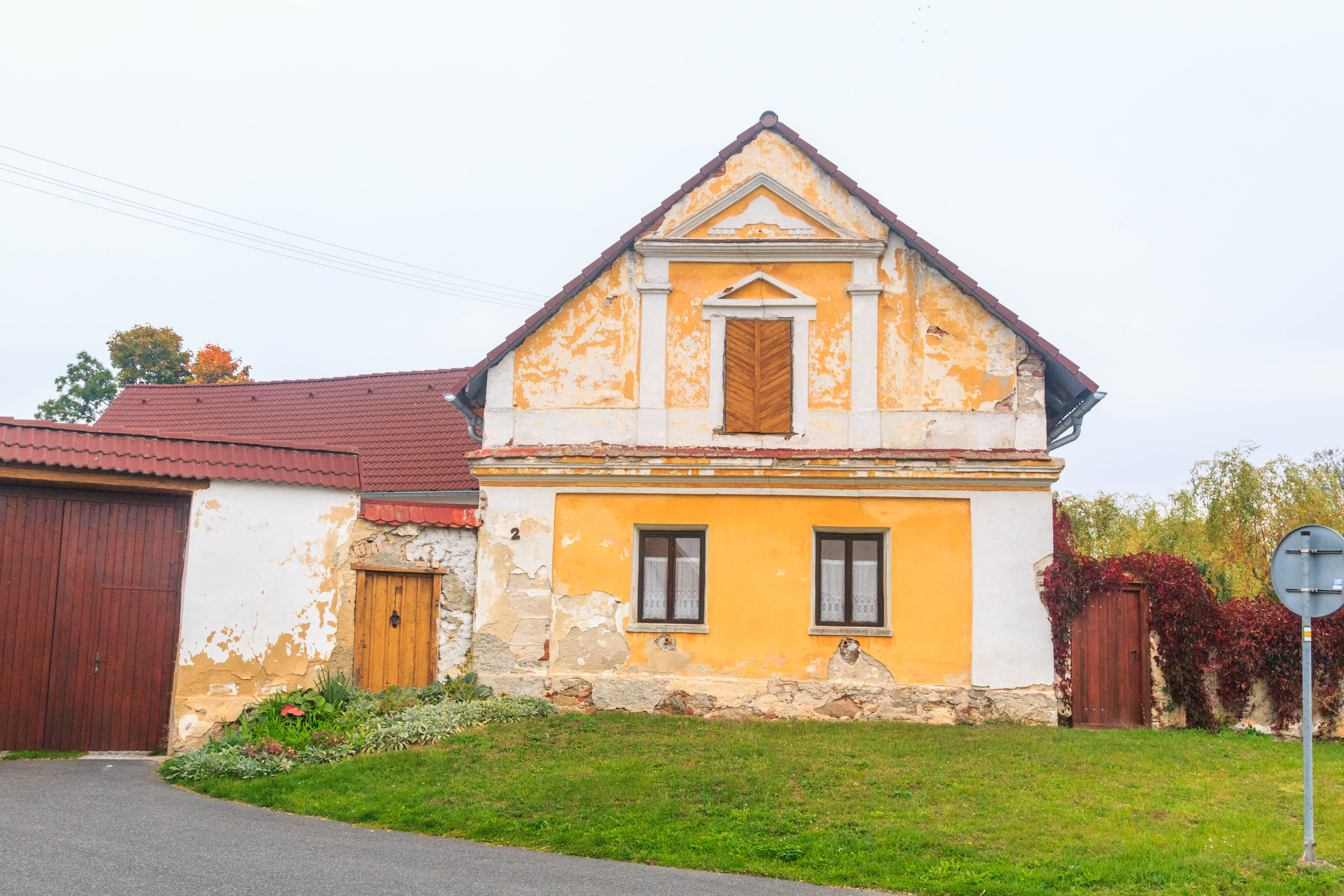
Usedlost čp. 2